# El mundo de Boggs
El mundo de Boggs es una serie web estadounidense animada creada por Brent Sievers y Lizz Hickey. Producida por BuzzFeed Animation Lab, fue lanzada en Instagram en 2018.
La serie empezó en Instagram, pero luego también apareció en TikTok, Facebook y YouTube
En febrero de 2023, el productor Frederator Studios firmó un acuerdo con BuzzFeed Animation Lab para producir una serie de larga duración basada en El mundo de Boggs .   Varias otras propiedades de BuzzFeed están incluidas en el acuerdo, como Chikn Nuggit . 
Una serie derivada, Ultimate Guy Pals, creada por Sievers y Simeon Kondev, se lanzó en YouTube, Instagram y TikTok en 2023, aunque esta serie se cancelaría y todos los cortos se publicarían en el canal de YouTube de El mundo de Boggs como una compilación.
En 2024, la cocreadora y showrunner Lizz Hickey fue despedida de BuzzFeed, lo que llevó al animador del programa, Simeon Kondev, a convertirse en showrunner de la serie junto a Sievers. 

## Sinopsis
El mundo de Boggs va sobre unas mejores amigas, Boggo y Boe, que aprenden a aceptar el maravilloso caos que conlleva el crecimiento, mientras entran y salen de los problemas. 

## Reparto de voces y personajes

### Principal
- Kate Peterman (2018-2023) y Dawn M. Bennett (2024-presente) como Boggo, un Bogg azul que es introvertido .
  - Emily Curran interpretó brevemente a Boggo en 2023.
- Kelsey Impicciche como
  - Boe, un Bogg naranja y la mejor amiga de Boggo que es extrovertido .
    - Selorm Kploanyi interpretó brevemente a Boe en 2024.

  - Aiden, un Bogg naranja y el hermano menor de Boe.
  - Betsy, una Bogg naranja y la madre de Boe.
    - Selorm Kploanyi interpretó brevemente a Betsy en 2024.

  - Anna May, la novia de Aiden del anime .
- Brent Sievers como Mark, un Bogg azul que es un paria y a quien nadie quiere realmente.

### Invitado
- Nate Charpentier como Iscream, un demonio aterrador disfrazado de un lindo conejo que a menudo secuestra a Boggo y Boe. Iscream tiene su origen en Chikn Nuggit, otra serie web de BuzzFeed Animation Lab.[cita requerida]